# Лейгебе, Готфрид
Готфрид Лейгебе (нем. Gottfried Laygebe или Leihgebe, 1630—1683) — силезский скульптор, медальер и гравёр по железу. Изначально работал шпажным мастером. С 1645 года он работал в Нюрнберге, а с 1668 года служил у курфюрста Бранденбургского Фридриха Вильгельма I.
Лейгебе создал большое количество медалей, в том числе с портретами Нюрнбергских горожан. Среди его работ есть медали с портретами И. Дильхера (1644, 1666), К. Гуттэтета (1665), Б. Кауфмана (1666), членов семьи курфюрста, в частности Доротеи Голштинской, жены Фридриха Вильгельма. Он изготовил медали в честь назначения принца Фридриха штатгальтером Бранденбургской марки и его бракосочетания с Элизабет-Генриеттой Гессен-Кассельской.
Часть медалей Лейгебе выполнена чеканкой, часть — литьём с последующей гравировкой. Реалистичность изображений — характерная особенность медалей Готфрида Лейгебе. К лучшим работам мастера относятся памятные талеры, отчеканенные в 1667 году по случаю кончины Луизы-Генриетты Оранской, первой супруги курфюрста.
Лейгебе подписывался как «G. L.» и «G. LEIGEBE». На портретном медальоне 1671 года стоит подпись «G. LEIGEBE AD VIV (um) FECIT» (с лат. — «При жизни выгравирован»).